# Hrabstwo Liberty (Floryda)
Liberty – hrabstwo w stanie Floryda, w USA. Jego siedziba administracyjna znajduje się w Bristol. 
Według spisu w 2020 roku liczy 7974 mieszkańców, w tym 72% stanowiły białe społeczności nielatynoskie. Z gęstością 3,5 os./km² jest najsłabiej zaludnionym hrabstwem Florydy.

## Miejscowości
- Bristol

## CDP
- Hosford
- Lake Mystic
- Sumatra

## Sąsiednie hrabstwa
- Hrabstwo Gadsden – północny wschód
- Hrabstwo Wakulla – wschód
- Hrabstwo Leon – wschód
- Hrabstwo Franklin – południe
- Hrabstwo Gulf – południowy zachód
- Hrabstwo Calhoun – zachód
- Hrabstwo Jackson – północny zachód

## Polityka
Hrabstwo mocno republikańskie, gdzie w wyborach prezydenckich w 2020 roku, 79,9% głosów otrzymał Donald Trump i 19,5% przypadło dla Joe Bidena. 